# Константин Маврокордат
Константин Маврокордат (грец. Κωνσταντίνος Μαυροκορδάτος, рум. Constantin Mavrocordat, *27 лютого 1711 — †23 листопада 1769) — грецький дворянин, був 6 разів господарем Валахії і 4 рази господарем Молдавського князівства.

## Правління
Один із двох господарів Молдови, що правив із перервами 4 рази:
- 1733–1735;
- 1741–1743;
- 1748–1749;
- червень — грудень 1769.

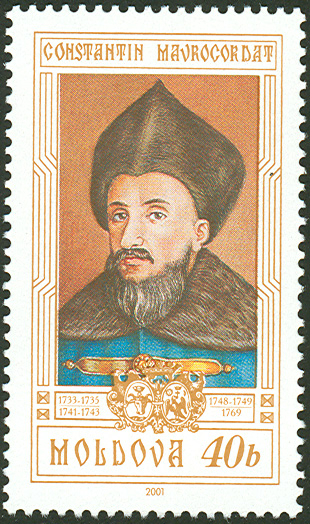
Поштова марка Молдови, 2001

Протягом майже трьох десятиліть (1730-1769) провів значні реформи соціального, фіскального, правового та адміністративного порядку, які були здійснені на основі Уложення від 7 лютого 1740, що складалося з 13 параграфів.
Найзначнішою з усіх реформ Маврокордата було визволення кріпаків (у Валахії — в 1746, а в Молдові — 1749 року). Щоб деякою мірою заповнити збиток, завданий боярам від визволення кріпаків, Константин визначив кожному деяку кількість селян, звільнених від податків, але зобов'язаних за це відпрацювати конкретну кількість днів на рік у боярських маєтках.
Правив кілька разів у Мунтенії і Молдові між 1730-1769 роками. Провів низку реформ із метою модернізації волоського і молдавського суспільства. Будучи освіченим і хорошим дипломатом, Маврокордат прийняв низку заходів для реорганізації адміністративних, військових, юридичних та фінансових структур.